# Neoduma simplex
Neoduma simplex là một loài bướm đêm thuộc phân họ Arctiinae, họ Erebidae.